# Arenoso
Arenoso è un comune della Repubblica Dominicana di 13.615 abitanti, situato nella provincia di Duarte. Comprende, oltre al capoluogo, due distretti municipali: Las Coles e El Aguacate.